# Falenty Duże
Falenty Duże – wieś sołecka w Polsce położona w województwie mazowieckim, w powiecie pruszkowskim, w gminie Raszyn.
W latach 1975–1998 miejscowość administracyjnie należała do województwa warszawskiego.